# جان بلانشت (سياسي)
جان بلانشت هو قاضي وسياسي كندي، ولد في 10 فبراير 1843 في مونتريال في كندا، وتوفي في 11 ديسمبر 1908 في مدينة كيبك في كندا. نشط حزبياً في Conservative Party of Quebec (historical) ‏. وقد انتخب عضو الجمعية الوطنية في كيبك ‏.